# Szászház

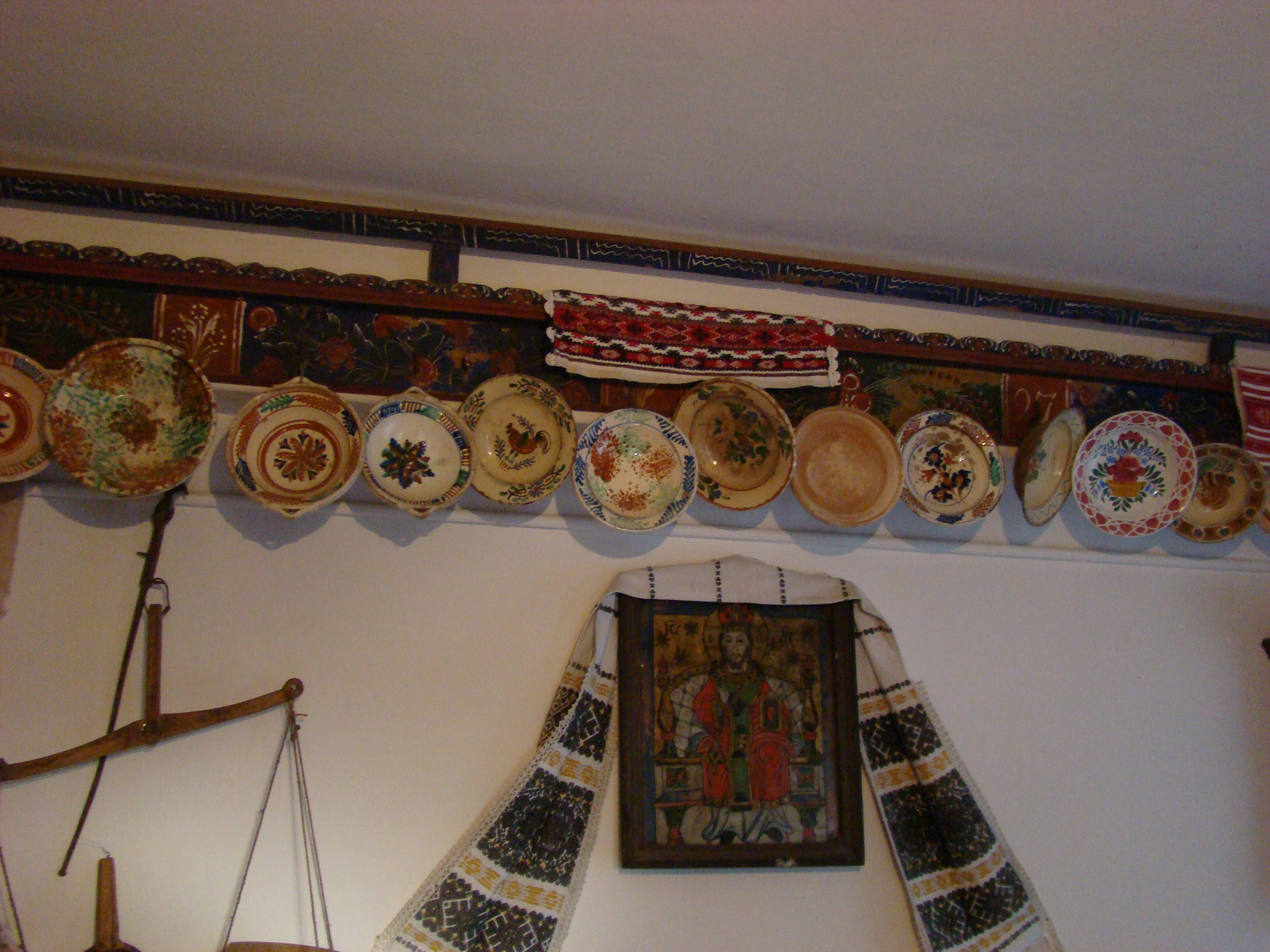
A helyi néprajzi gyűjtemény részlete

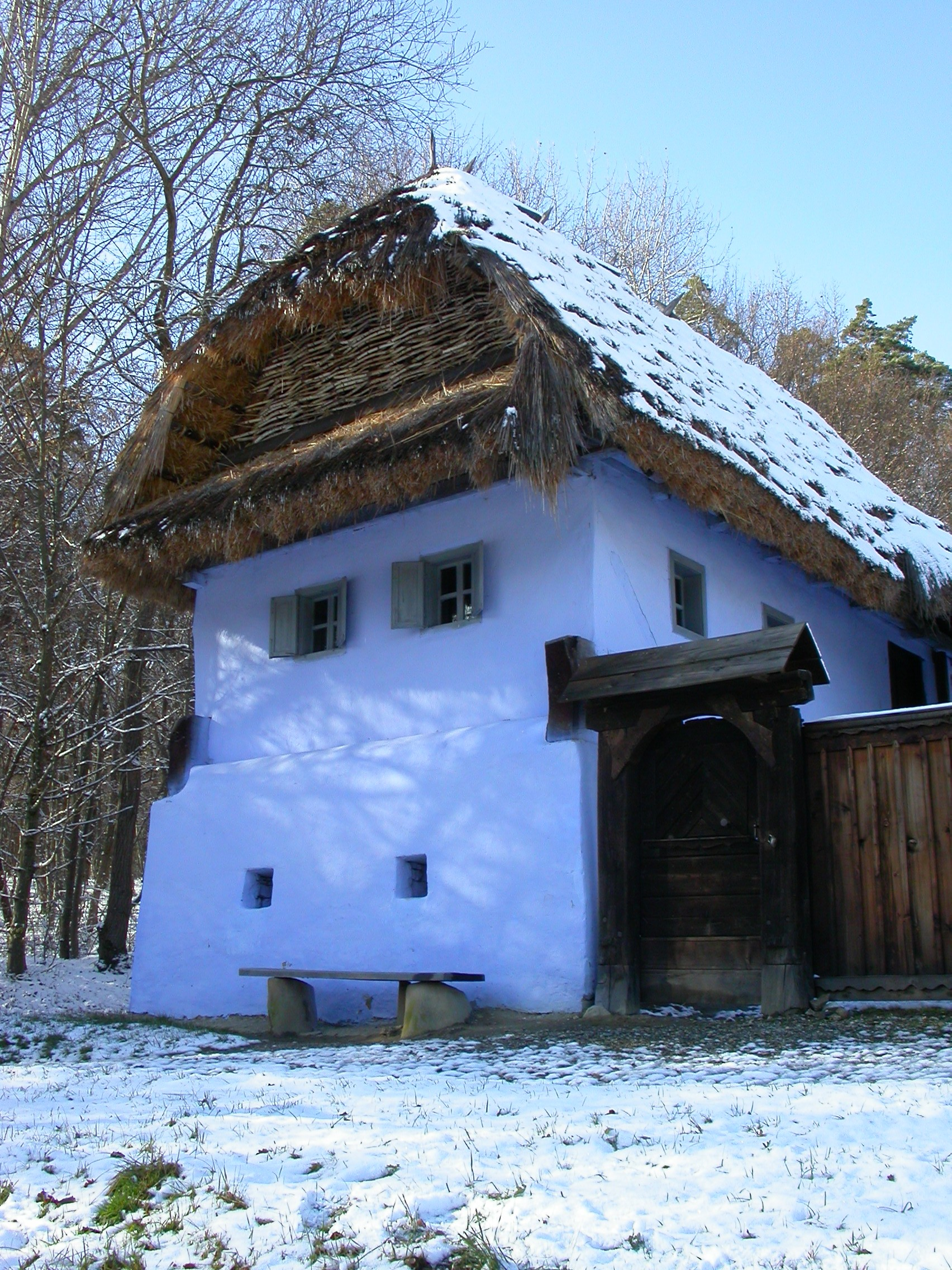
Szászházi kötélgyártó háza a nagyszebeni szabadtéri néprajzi múzeumból

Szászház, 1913-ig Szászahúz (románul: Săsăuș, németül: Sachsenhausen, szászul Seszənhousən) falu Romániában, Erdélyben, Szeben megyében.

## Nevének eredete
Mind román, mind eredeti magyar neve a német Sachsenhausen ('szász ház') névből származik. 1448-ban Sagezenhwsen, 1508-ban Sagczennhawzen, 1532-ben Sossenhüssen, 1574-ben Sassahuss, 1695-ben Szaszahus alakban írták. Cirill betűs szövegben neve 1766-ban (modern román helyesírással) Săsăuși. 1907-ben készíttetett hivatalos pecsétjére a kötelező magyar név még Szászahúz alakban került. A községnek nemsokára a Szászház és a Szászalamor nevek közül kellett választania, míg a vármegye a román név hivatalossá tételét kérte. Az első világháború előtt felvett új magyar nevét a német név lefordításával alkották meg.

## Fekvése
A Hortobágy és az Olt völgye között, Nagyszebentől 45 kilométerre kelet–északkeletre fekszik.

## Népesség

### Általános adatok
Lakossága az első modern népszámlálás, 1850 óta folyamatosan csökkent, 2002-ig az 1850-es létszám hetedére. A fogyás a 20. század közepén erősödött fel.

### Etnikai és vallási megoszlás
- 1850-ben 1104 lakosából 1093 volt román és 11 cigány nemzetiségű; 1049 ortodox és 55 görögkatolikus vallású.
- 2002-ben 158 lakosából 155 volt román, két cigány és egy magyar nemzetiségű; valamennyien ortodox vallásúak.

## Története
Szász alapítású falu volt Újegyházszékben. 1488-ban 28 lakott és hét lakatlan házzal írták össze. A pestis és a török betörések következtében megfogyatkozott szász lakossága mellé 1581-ben költöztettek be románokat Felekről és Besimbákról. 1674-ben már kizárólag román falu volt, majd 1695-ben újabb román családokat telepítettek be Fogaras vidékéről. A helyi szájhagyomány mindazonáltal szász eredetűeknek tudja a Boandăr és a Foaltăn családokat. Román lakói a kürpödi szász evangélikus papnak fizettek tizedet. A 18. század végétől egy évszázadon át élt itt a templomfestő Grecu család, amelynek öt ismert tagja főként a Királyföld ortodox templomaiban működött. A család a hagyomány szerint Alsóárpásról költözött ide a 18. században. Ugyancsak a 18. században határában ortodox szerzetesi közösség is létezett. A falut 1876-ban csatolták Szeben vármegyéhez. 1902-ben kisközségből nagyközséggé alakult. Egy 1910-es közlés szerint lakóinak nagy része szarvarsmarhával kereskedett.

## Látnivalók
- Ortodox, 1948-ig görögkatolikus fatemplomát 1926-ban hozták Vurpódról és építettek hozzá kőtornyot.[5]
- A Jariște határrészben található rom a helyi hagyomány szerint az egykori szász falu templomáé.

## Gazdaság
A 21. század elején a falu határának 31%-a volt legelő, 26%-a szántó, 26%-a kaszáló és 15%-a erdő.